# Α-Pirolidynopropiofenon
α-Pirolidynopropiofenon – organiczny związek chemiczny, pirolidynowa pochodna katynonu. Jest analogiem MDPV i podobnie jak on, ma właściwości stymulujące.